# Longitarsus brevipennis
Longitarsus brevipennis es una especie de insecto coleóptero de la familia Chrysomelidae.
Fue descrita científicamente en 1860 por Wollaston.